# 德國國防軍陸軍第344步兵師
德國國防軍陸軍第344步兵師（德語：344. Infanterie-Division）是納粹德國國防軍陸軍的一個步兵師。該師於1942年9月組建。
該師組建後，在法國駐紮和作戰。
該師於1944年8月首次被殲，同年9月重建，並繼續在西線作戰。1945年春，該師調往東線作戰。
該師最後於1945年4月在柏林戰役期間被殲。

## 註腳
1. ↑  Mitcham（2007年）